# Celticecis
Celticecis is een muggengeslacht uit de familie van de galmuggen (Cecidomyiidae).

## Soorten
- C. capsularis (Patton, 1897)
- C. celtiphyllia (Felt, 1908)
- C. oviformis (Patton, 1897)
- C. painteri (Felt, 1935)
- C. pubescens (Patton, 1897)
- C. semenrumicis (Patton, 1897)
- C. spiniformis (Patton, 1897)
- C. texana (Felt, 1935)
- C. unguicula (Beutenmüller, 1907)
- C. wellsi (Wells, 1916)